# ОГУ (команда КВН)
ОГУ — команда КВН Одесского государственного университета, также известная под неофициальными названиями «Клуб джентльменов Одесского государственного университета» и «Одесские джентльмены». Чемпионы первого сезона возрождённого КВН 1986/1987 годов, а также 1990 года.

## Состав
- Валерий Хаит — художественный руководитель в 1986—1988 г.
- Ян Гельман † — художественный руководитель с 1988 г.
- Светослав Пелишенко † — капитан
- Олег Филимонов
- Янислав Левинзон
- Евгений Каминский
- Владислав Царёв
- Юрий Кордонский
- Евгений Хаит †
- Игорь Миняйло †
- Светлана Фабрикант
- Наталья Атаманова (Мисс Одесса 1987)
- Эдуард Неделько
- Игорь Лосинский
- Игорь Осипов
- Игорь Шевченко †
- Ирина Полторак †
- Александр Завелион †
- Владимир Трухнин
- Евгений Шевченко
- Дмитрий Шпинарев
- Юрий Сычев
- Анатолий Контуш
- Сергей Осташко
- Александр Осташко
- Сергей Олех[3] †
- Константин Косоглазенко
- Сергей Ковалинский
- Александр Биньковский †
- Евгений Лапейко †
- Андрей Эстерлис
- Сергей Роговой †
- Павел Коломийчук
- Игорь Головин
- Дмитрий Зубов
- Александр Теплицкий †
- Егор Мальцев
- Евгений Пушкарёв
- Владимир Неклюдов
- Алексей Овчинников
- Владимир Супрун †
- Алексей Михайлик †
- Олег Поморцев †

## История
Команда «Одесские джентльмены» впервые выступила с заявкой на участие в сезоне на самой первой игре КВН МИСИ против ВИСИ (Воронежского инженерно-строительного института) и уже через полгода вступила в борьбу за чемпионский титул, в первой игре сезона соревнуясь с командой МХТИ (Московского химико-технологического института) (ныне РХТУ им. Менделеева) и одержав победу. В полуфинале ОГУ (Одесский государственный университет) встретился с ВИСИ и опередил воронежцев на 3,2 балла. В финале «Одесские джентльмены» вновь соперничали с МХТИ, выиграли у них и стали первыми чемпионами возрождённого КВН.
В 1990 году «Одесские джентльмены» вернулись в Высшую лигу. Команде вновь удалось победить во всех играх сезона и стать чемпионами приветствия, музыкального конкурса и домашнего задания (чемпионы в 1990 году определялись после каждого конкурса).
В 1993 году одесситы вновь выступили в сезоне Высшей лиги и заняли первое место в 1⁄4 финала, но отказались участвовать в полуфинале. Официальная причина — представление КВН на международном кинорынке.
Во всех играх, где команда принимала участие, она занимала первые места.
Команда ОГУ дважды участвовала в розыгрыше Кубка Чемпионов — в 1994 и 1995 годах. В первый раз «Одесские джентльмены» победили, обыграв НГУ (команда КВН) почти на 1,5 балла (хотя кубок был отдан Одессе в честь 200-летия). Во второй раз одесситы потерпели поражение в борьбе с командой «Парни из Баку», которая опередила их на три балла.
В 1997 году «Одесские джентльмены» приняли участие в розыгрыше Кубка Москвы, но не смогли его получить.
В 2001, 2005 и 2011 годах в составе сборной Чемпионов и сборных XX века отдельные представители команды участвовали в спецпроектах ко дню рождения КВН.

## Известные номера
- «Темп ремонта изменить нельзя» («Чѐрная кошка») (1/4 финала 1986/1987 гг.);
- «Выборы Ивана Ивановича» (1/2 финала 1986/1987 гг.);
- «Рабыня Изаура» (1990 г.).

## Стиль
Команду КВН Одесского государственного университета считают продолжательницей стиля 60-х годов. «Одесские джентльмены» считаются первой командой《Высшей лиги》 с неповторимым стилем, изысканность которому добавляли монологи с оттенком философии Янислава Левинзона и шарм капитана Светослава Пелишенко.

## Участники команды после КВН
Некоторые участники команды в 1987 году организовали эстрадный театр под названием «Клуб одесских джентльменов» и в 1991 году — юмористическую передачу «Джентльмен-шоу».
Владимир Трухнин, Ирина Полторак и Александр Завелион стали авторами юмористической телепередачи «Городок».
Осенью 2012 года Ян Гельман был обнаружен под мостом в центре Одессы с черепно-мозговой травмой: его отправили в больницу, но не смогли спасти. Милиция признала случившееся несчастным случаем. В том же году умер Игорь Миняйло. Ещё один соавтор «Клуба» и «Джентльмен-шоу» Сергей Олех умер в 2017 году от онкологического заболевания.